# Charpentiera densiflora
Charpentiera densiflora là loài thực vật có hoa thuộc họ Dền. Loài này được Sohmer mô tả khoa học đầu tiên năm 1972.